# Fanczykowo
Fanczykowo (ukr. Фанчиково, słow. Fančiková, węg. Fancsika) – wieś na Ukrainie w rejonie wynohradiwskim obwodu zakarpackiego. We wsi mieszka obecnie 2059 mieszkańców. W 1880 roku w miejscowości mieszkało 124 Żydów, zaś w 1921 w miejscowości mieszkało 114 Żydów.